# Rogowo (powiat rypiński)
Rogowo – wieś w Polsce, położona w województwie kujawsko-pomorskim, w powiecie rypińskim, siedziba gminy Rogowo.
| SIMC    | Nazwa    | Rodzaj    |
| ------- | -------- | --------- |
| 1029721 | Egipt    | część wsi |
| 0868632 | Młynik   | część wsi |
| 1029796 | Pisiak   | część wsi |
| 0868649 | Plebanka | część wsi |
| 1029879 | Szyszka  | część wsi |
| 0868655 | Żołnowo  | część wsi |

W latach 1975–1998 wieś należała administracyjnie do województwa włocławskiego.
Według Narodowego Spisu Powszechnego (III 2011 r.) liczyła 601 mieszkańców. Jest największą miejscowością gminy Rogowo.

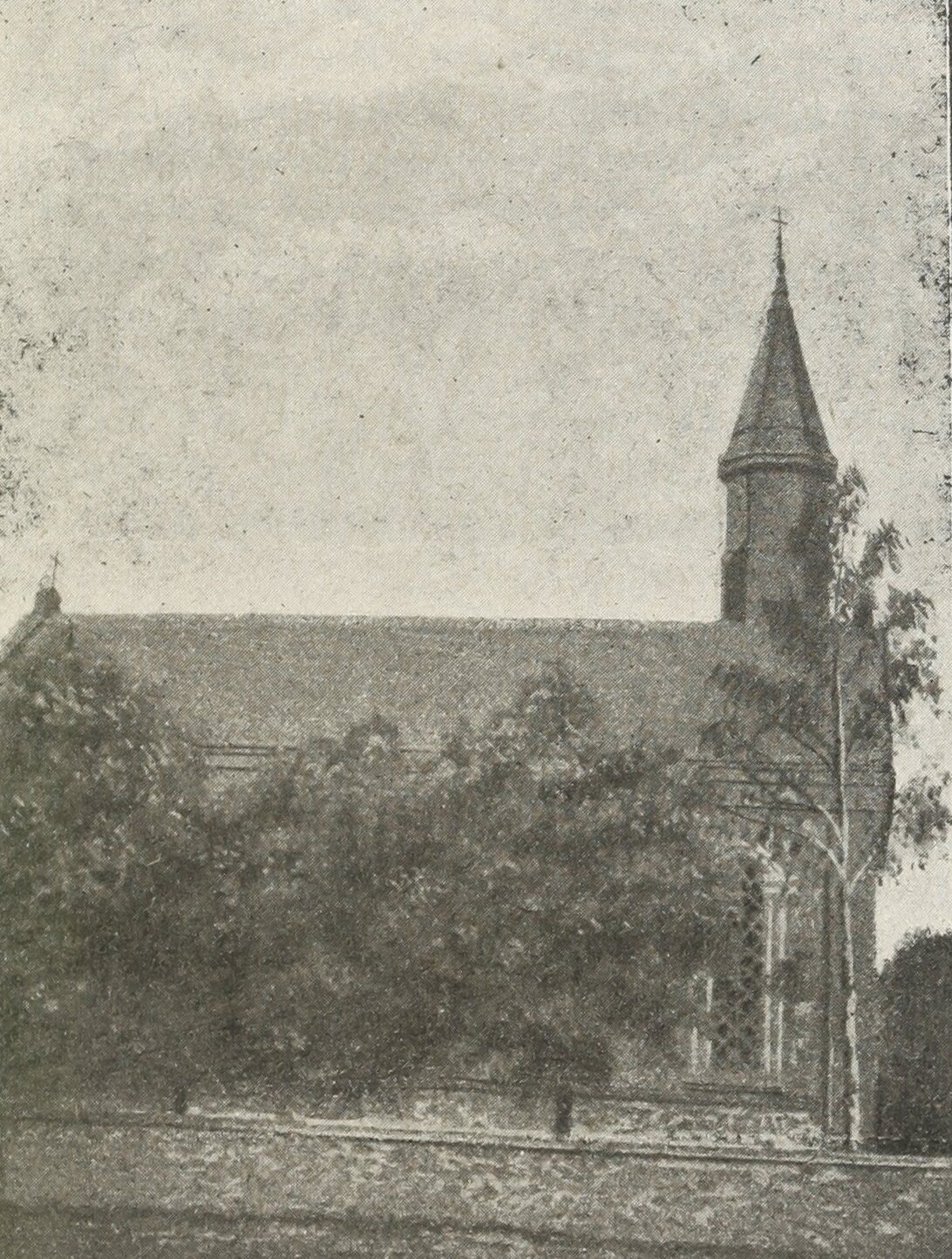
Widok kościoła przed 1909